# Miniatura de dedicación

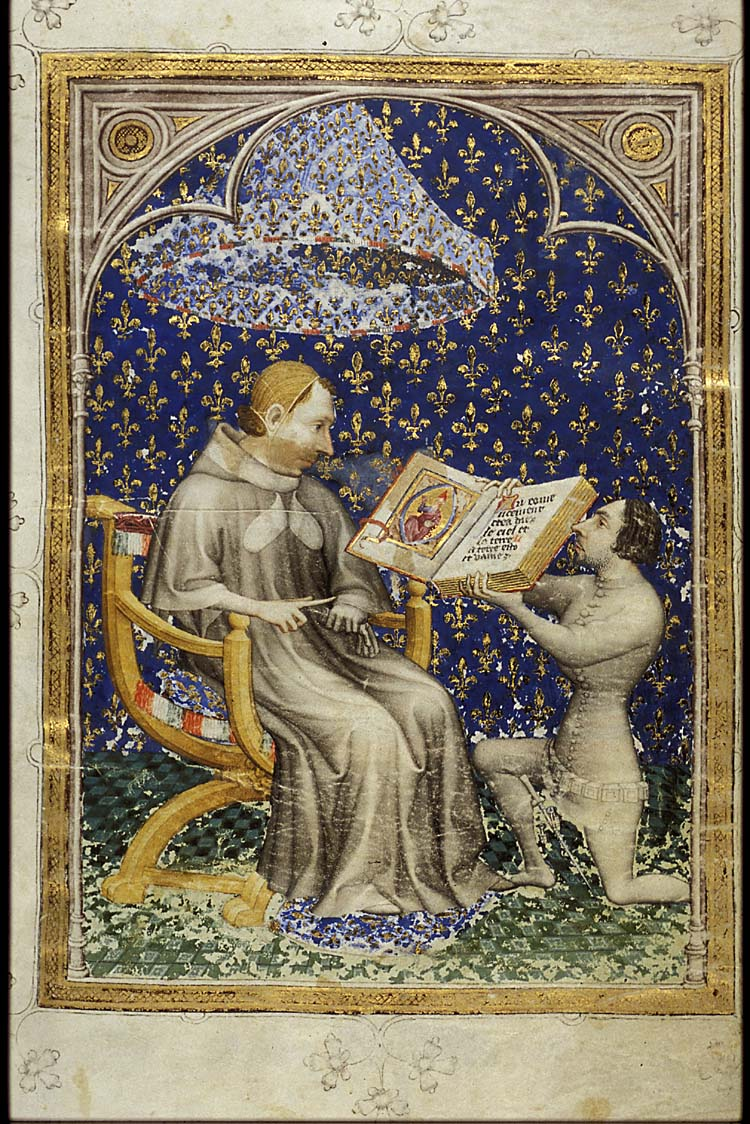
Jean de Bondol: Jean de Vaudetar presenta su obra, Historia de la Biblia, como regalo para el rey Carlos V (Francia, 1371/72).

Una miniatura de dedicación (del latín dedicatio, ‘dedicación, consagración, dedicatoria’) o miniatura de presentación es una imagen en la iluminación de libros, generalmente colocada al principio del manuscrito, que muestra al autor o más raramente al escriba o iluminador de la obra presentando el libro al mecenas. Las miniaturas de dedicación se encuentran entre los primeros retratos realistas y son un caso especial del retrato de donante, mostrando al mecenas de una obra de arte sin el artista. Iban acompañadas de santos, que solía ser el onomástico del donante.